# Sali Berisha
Sali Rami Berisha (nevének ejtése sali bɛɾiʃa; Viçidol, 1944. október 15.) albán politikus. 1992 és 1997 között az ország köztársasági elnöke, 2005-től 2013-ig miniszterelnöke. Kardiológus, az orvostudományok doktora.

## Életrajza
Az északkelet-albániai hegyvidéki Tropoja vidékén született, egy a koszovói határhoz közeli faluban. A Tiranai Egyetem Orvostudományi Karán diplomázott 1967-ben. 1968-ban az Orvostudományi Kutatások Európai Bizottságának tagja lett. A tiranai Kardiológiai Klinikán dolgozott szívsebészként, emellett mint az Albán Munkapárt tagja a klinika pártszervezetét is vezette. 1980 és 1990 között a Tiranai Egyetem Orvostudományi Karán tanított. Az 1980-as években Párizsban posztgraduális képzésen vett részt, s innen visszatérve egy a vérkeringés dinamikájával (hemodinamika) foglalkozó kutatási programot koordinált. Kardiológiai tanulmányokat, kézikönyveket és cikkeket publikált hazájában és külföldön egyaránt.
Berisha politikai pályafutása 1989-ben indult, amikor a politikai ellenőrzés mérséklésére kérve a kormányzatot igyekezett elérni, hogy egy helyi újságban megjelenhessen a pártvonaltól eltérő véleményt hangoztató cikke.
Berisha 1990 decemberében támogatta a Tiranai Egyetem diákjainak sztrájkját, amely napokon belül politikai színezetet kapott és a regnáló pártra nyomást gyakorolt, hogy engedje új pártok alakítását. Hallgatók és értelmiségiek még ugyanebben a hónapban megalakították az Albán Demokrata Pártot. 1991-ben Berishát választották a párt elnökévé, aki azóta is betölti ezt a posztot. 1991-ben, 1992-ben, 1997-ben és 2001-ben is a kavajai választókerület demokrata párti képviselőjeként jutott be a nemzetgyűlésbe.
Albánia első szabad választását követően, 1992. április 9-én Berishát az ország államfőjévé választották. Köztársasági elnöksége és Aleksandër Meksi kormányzási idejére, az 1990-es évek első felére esik a szabadkereskedelem, a piacliberalizálás feltételeinek megteremtése, az állami tulajdon privatizálása, ugyanakkor az országot gazdasági válságba vezető, piramisjátékot szervező cégek is az ő regnálásuk idején kezdhették el tevékenységüket. Politikai stílusát tekintve Berisha mind agresszívabb lett, egyebek mellett siettette az ellenzék vezéralakja, Fatos Nano letartóztatását és elítélését. Első politikai kudarcaként 1994 novemberében alkotmánymódosítási javaslata elbukott, a nemzetgyűlés tagjainak attól való félelmében, hogy az átírt alaptörvény több hatalmat helyezne Berisha kezébe.
A sok reform ellenére a kormány tekintélyét tönkretette a korrupció és a visszaélések. 1995-ben megrekedt a gazdasági növekedés, ennek hatására a kormányzati intézményekbe vetett bizalom csökkenni kezdett. Az 1996. május 26-án megtartott általános választásokat a mandátumok négyötödét megszerző Berisha pártja nyerte meg. Az ellenzék azonban manipulációval és megfélemlítéssel begyűjtött voksokra, az ellenzék ledorongolása árán megszerzett szavazatokra hivatkozva tiltakozó akciókat hajtott végre. Az ország politikai válságba süllyedt azt követően, hogy Berisha pártja megakadályozta a szavazás érvénytelenségének megállapítását, és az ellenzéki szocialisták távollétükkel bojkottálták az államigazgatás működését.
Az 1996 decemberében kirobbanó piramisjáték-válság, amelynek során az albán állampolgárokat két év alatt egymilliárd amerikai dollártól fosztották meg, tovább súlyosbította a helyzetet. Albánok milliói fordultak szembe a korábban nagy többséggel megválasztott Berishával és pártjával, és őt tették felelőssé a kialakult helyzetért és az őket ért méltánytalanságért. A tiltakozók országszerte utcára vonultak, de a rendvédelmi szervek mindannyiszor szét is verték a tömeget. Albánia a polgárháború szélére sodródott. Kezdetben Berisha visszautasította a lemondását követelő hangokat, de aztán az 1997 májusában megtartott előrehozott választások az ellenzéki szocialisták győzelmét hozták meg. Egy hónappal később Berisha lemondott köztársasági elnöki tisztéről, és átadta székét a szocialista Rexhep Meidaninak.
Berisha ingerlékeny stílusát ellenzéki vezetőként is megőrizte. Az 1997-es, majd a 2002-es elveszített választások után is – szabálytalanságokra hivatkozva – elutasította az eredményt és a vereség gondolatát. Folyamatosan új választások kiírását követelő tüntetéseket szervezett, s ezek a demonstrációk többször erőszakba torkollottak. A közvélemény számára az utóbbi években mégis az ő pártja tűnt mérsékeltebbnek és jobb választásnak a korrumpálódott és egyre gőgösebb szocialistákkal szemben. A 2005. július 3-ai általános választásokat ismét Berisha pártja nyerte meg. Hosszasan elhúzódó egyeztetéseket követően szeptember 3-án beiktatták miniszterelnöki tisztébe.
A 2009. június 28-án megrendezett újabb parlamenti választásokon a Berisha vezette Albán Demokrata Párt szerezte meg a legtöbb mandátumot (68 képviselői helyet a 140 fős parlamentben), hárommal többet mint a szocialisták, de hárommal kevesebbet, mint ami az abszolút többséghez szükséges lett volna. Berisha végül a Szocialista Mozgalom az Integrációért nevű (az Albán Szocialista Párttól különböző) tömörüléssel koalícióban tudott kormányt alakítani. A nemzetközi megfigyelők visszaéléseket tapasztaltak a választás során.
A 2013. június 23-i parlamenti választáson Berisha pártja mindössze 50 mandátumot szerzett, így az Edi Rama vezette Albán Szocialista Párt és az ezúttal velük koalícióra lépő Szocialista Mozgalom az Integrációért alakíthatott koalíciós kormányt. A vereséget követően Berisha lemondott a Demokrata Párt vezetői tisztjéről, de a parlamentnek tagja maradt.
2023 októberében Berisha ellen vizsgálatot indítottak azzal a gyanúval, hogy visszaélt miniszterelnöki pozíciójával, hogy segítsen vejének, Jamarber Malltezinek egy közterület privatizálásában, hogy 17 lakóházat építsenek rajta Tiranában. 2023 decemberében Berishát megfosztották parlamenti mentelmi jogától, és házi őrizetbe helyezték. 2024. szeptember 11-én hivatalosan is vádat emeltek ellene korrupció vádjával.